# Ln (kommando)
ln är ett unix-kommando som används för skapa hårda- eller mjuka länkar till fil. Där en hård länk blir en ny fil som pekar på samma inod som källfilen, till skillnad från en mjuk länk som länkar till källfilen genom filnamn. Det används enligt följande: 
ln [-s] källfil målfil
Där flaggan -svisar om den skall vara mjuk eller hård.